# 버진 마운틴
버진 마운틴(Fusi, Virgin Mountain)은 덴마크에서 제작된 다구르 카리 감독의 2015년 드라마 영화이다. 군나르 욘손 등이 주연으로 출연하였다.

## 출연

### 주연
- 군나르 욘손
- 시구리욘 키아르탄손
- 아마르 욘손
- 일무르 크리스티얀스도티르
- 마그렛 헬가 요한스토디어